# International Lawn Tennis Challenge 1907
L'International Lawn Tennis Challenge 1907 è stata la settima edizione di quella che oggi è nota come Coppa Davis. Rispetto ai precedenti anni per la Coppa si sfidarono solo la rappresentativa statunitense, quella dell'Australasia e quella britannica, che in quanto detentrice del titolo ebbe accesso diretto alla finale. Le partite si sono disputate nell'impianto di Worple Road, Wimbledon, Londra, dal 13 al 23 luglio 1907. Ad aggiudicarsi il trofeo fu per la prima volta la squadra dell'Australasia che in finale batte la Gran Bretagna.

## Risultati
| Australasia 3 | Worple Road, Wimbledon, Londra, Inghilterra 13–16 luglio 1907 | Worple Road, Wimbledon, Londra, Inghilterra 13–16 luglio 1907 | Stati Uniti 2 |       |     |     |     |  |
| \| \| \| \| 1 \| 2 \| 3 \| 4 \| 5 \| \| \| - \| \| ------------------------------------------------------ \| --- \| ----- \| --- \| --- \| --- \| \| \| 1 \| \| Norman Brookes Beals Wright \| 6 4 \| 6 4 \| 6 2 \| \| \| \| \| 2 \| \| Tony Wilding Karl Behr \| 1 6 \| 6 3 \| 3 6 \| 7 5 \| 6 3 \| \| \| 3 \| \| Norman Brookes / Tony Wilding Karl Behr / Beals Wright \| 6 3 \| 10 12 \| 6 4 \| 4 6 \| 3 6 \| \| \| 4 \| \| Norman Brookes Karl Behr \| 4 6 \| 6 4 \| 6 1 \| 6 2 \| \| \| \| 5 \| \| Tony Wilding Beals Wright \| 8 6 \| 3 6 \| 3 6 \| 5 7 \| \| \| |                                                               |                                                               |               |       |     |     |     |  |
| |                                                               |                                                               | 1             | 2     | 3   | 4   | 5   |  |
| 1 | Australasia (bandiera) · Stati Uniti (bandiera)               | Norman Brookes Beals Wright                                   | 6 4           | 6 4   | 6 2 |     |     |  |
| 2 | Australasia (bandiera) · Stati Uniti (bandiera)               | Tony Wilding Karl Behr                                        | 1 6           | 6 3   | 3 6 | 7 5 | 6 3 |  |
| 3 | Australasia (bandiera) · Stati Uniti (bandiera)               | Norman Brookes / Tony Wilding Karl Behr / Beals Wright        | 6 3           | 10 12 | 6 4 | 4 6 | 3 6 |  |
| 4 | Australasia (bandiera) · Stati Uniti (bandiera)               | Norman Brookes Karl Behr                                      | 4 6           | 6 4   | 6 1 | 6 2 |     |  |
| 5 | Australasia (bandiera) · Stati Uniti (bandiera)               | Tony Wilding Beals Wright                                     | 8 6           | 3 6   | 3 6 | 5 7 |     |  |

### Finale
| Gran Bretagna 2 | Worple Road, Wimbledon, Londra, Inghilterra 20–23 luglio 1907 | Worple Road, Wimbledon, Londra, Inghilterra 20–23 luglio 1907     | Australasia 3 |     |     |     |       |  |
| \| \| \| \| 1 \| 2 \| 3 \| 4 \| 5 \| \| \| - \| \| ----------------------------------------------------------------- \| --- \| --- \| --- \| --- \| ----- \| \| \| 1 \| \| Arthur Gore Norman Brookes \| 5 7 \| 1 6 \| 5 7 \| \| \| \| \| 2 \| \| Herbert Roper-Barrett Tony Wilding \| 6 1 \| 4 6 \| 3 6 \| 5 7 \| \| \| \| 3 \| \| Arthur Gore / Herbert Roper-Barrett Norman Brookes / Tony Wilding \| 3 6 \| 4 6 \| 7 5 \| 6 2 \| 13 11 \| \| \| 4 \| \| Arthur Gore Tony Wilding \| 3 6 \| 6 3 \| 7 5 \| 6 2 \| \| \| \| 5 \| \| Herbert Roper-Barrett Norman Brookes \| 2 6 \| 0 6 \| 3 6 \| \| \| \| |                                                               |                                                                   |               |     |     |     |       |  |
| |                                                               |                                                                   | 1             | 2   | 3   | 4   | 5     |  |
| 1 | Gran Bretagna (bandiera) · Australasia (bandiera)             | Arthur Gore Norman Brookes                                        | 5 7           | 1 6 | 5 7 |     |       |  |
| 2 | Gran Bretagna (bandiera) · Australasia (bandiera)             | Herbert Roper-Barrett Tony Wilding                                | 6 1           | 4 6 | 3 6 | 5 7 |       |  |
| 3 | Gran Bretagna (bandiera) · Australasia (bandiera)             | Arthur Gore / Herbert Roper-Barrett Norman Brookes / Tony Wilding | 3 6           | 4 6 | 7 5 | 6 2 | 13 11 |  |
| 4 | Gran Bretagna (bandiera) · Australasia (bandiera)             | Arthur Gore Tony Wilding                                          | 3 6           | 6 3 | 7 5 | 6 2 |       |  |
| 5 | Gran Bretagna (bandiera) · Australasia (bandiera)             | Herbert Roper-Barrett Norman Brookes                              | 2 6           | 0 6 | 3 6 |     |       |  |